# Sethu Parvathi Bayi
Sethu Parvathi Bayi, född 7 november 1896 i Travancore, död 4 april 1983 i Thiruvananthapuram, Indien, var en indisk feminist och musiker.
Hon var ordförande för National Council of Women in India 1938–1944. 